# Kleider machen Leute
Kleider machen Leute (El hábito hace al monje) es una ópera cómica en un prólogo y dos actos con música de Alexander Zemlinsky y libreto de Leo Feld, basado en la novela corta de Gottfried Keller. Su primera versión se estrenó en la Volksoper de Viena el 2 de diciembre de 1910.

## Personajes
| Personaje                                            | Tesitura | Reparto del estreno Primera versión Viena, 2 de diciembre de 1910 (Director: ) | Reparto del estreno Segunda versión Praga, 20 de abril de 1922 (Director: Alexander Zemlinsky) |
| ---------------------------------------------------- | -------- | ------------------------------------------------------------------------------ | ---------------------------------------------------------------------------------------------- |
| Wenzel Strapinski, un aprendiz de sastre de Seldwyla | tenor    |                                                                                | Richard Kubla                                                                                  |
| Primer aprendiz de sastre, amigo de Wenzel           | tenor    |                                                                                |                                                                                                |
| Segundo aprendiz de sastre, amigo de Wenzel          | barítono |                                                                                |                                                                                                |
| Administrador (Der Amtsrat)                          | barítono |                                                                                |                                                                                                |
| Nettchen, su hija                                    | soprano  |                                                                                | Maria Müller                                                                                   |
| Melchior Böhni                                       | barítono |                                                                                |                                                                                                |
| Kutscher                                             | barítono |                                                                                |                                                                                                |
| Litumlei                                             | bajo     |                                                                                |                                                                                                |
| Federspiel                                           | tenor    |                                                                                |                                                                                                |
| Häberlein                                            | tenor    |                                                                                |                                                                                                |
| Innkeeper                                            | barítono |                                                                                |                                                                                                |
| Pütschli                                             | barítono |                                                                                |                                                                                                |